# 니콜라 테오도르 드 소쉬르

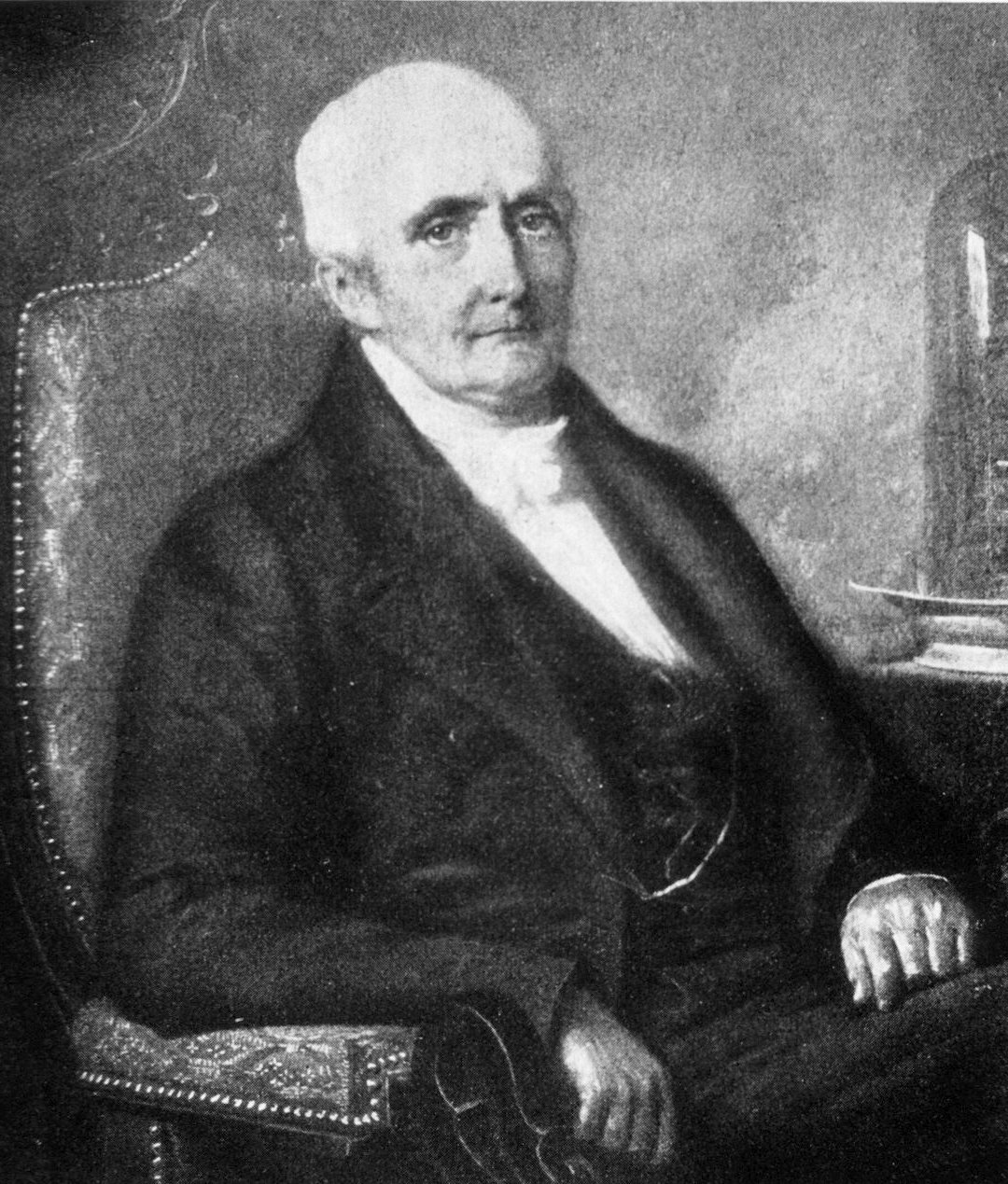
니콜라 테오도르 드 소쉬르

니콜라 테오도르 드 소쉬르(프랑스어: Nicolas Théodore de Saussure, 1767년 10월 14일 ~ 1845년 4월 18일)는 스위스의 화학자이다. 광합성 연구의 주요 선구자 가운데 한 사람으로 여겨진다.

## 생애
니콜라 테오도르 드 소쉬르는 제네바에서 부유하고 귀족적인 가문에서 태어났다. 그가 속한 가문의 구성원들 가운데 많은 수가 식물학을 포함한 자연과학 분야에서 업적을 쌓았다. 그는 스위스의 유명한 지질학자, 기상학자, 물리학자, 알프스산맥 탐험가인 오라스 베네딕트 드 소쉬르(1740년 ~ 1799년)와 알베르틴 아멜리 부아시에(1745년 ~ 1817년) 부부의 둘째 아이로 태어났다. 그의 증조부 찰스 보네는 식물 잎에 대한 실험을 포함한 유명한 박물학자였다. 그의 할아버지인 니콜라 드 소쉬르는 유명한 농학자였는데 니콜라 테오도르라는 이름도 여기서 유래된 이름이다. 니콜라 테오도르는 자신의 할아버지와 구별하기 위해 "테오도르"라고 불렸고 자신의 아버지가 사망한 이후에 테오도르 드 소쉬르라는 이름으로 그의 전문 논문을 출판했다. 그의 아버지가 살아있던 동안에 테오도르의 논문들은 같은 성씨를 가진 과학자들의 아들들을 위한 관습처럼 "소쉬르의 아들"(de Saussure fils)이라는 이름으로 출판되었다.
니콜라 테오도르와 그의 여동생인 알베르틴, 그의 형제인 알퐁스는 당시의 교육 시스템이 열등하다고 생각했기 때문에 집에서 교육을 받았다. 니콜라 테오도르는 1782년부터 1786년까지 제네바 대학교에서 수학, 과학, 역사를 전공했다. 소쉬르는 프랑스 혁명 초반에 영국 런던에서 유명한 과학자들을 만났다. 소쉬르는 1790년대 후반에 다시 해외로 여행을 떠났고 1800년에 프랑스 파리의 과학자들과 다른 조명자들을 알게 되었다. 그곳에 있는 동안, 그는 화학 수업을 듣고 논문을 발표했다. 1802년에 제네바로 돌아온 소쉬르는 제네바 대학교에서 광물학·지질학 명예교수직을 수락했다. 소쉬르는 대학교에서 거의 가르치지 않았지만 1835년까지 교수직을 유지했다. 소쉬르는 자신의 개인 실험실에서 연구를 하면서 조용하고 다소 은둔적으로 살았지만 그의 가족의 다른 사람들처럼 제네바에서 공적인 일에 적극적이었고 제네바 시의회에서 근무했다.
니콜라 테오도르의 여동생인 알베르틴 네케르 드 소쉬르는 여성 교육에 관한 유명한 작가였다. 니콜라 테오도르는 직접적인 후계자를 남기지는 않았지만 언어학자이자 기호학자인 페르디낭 드 소쉬르의 큰 삼촌이다.

## 경력
니콜라 테오도르는 젊은 시절에 자신의 아버지와 함께 알프스산맥 원정에 동행했다. 그는 물리학, 화학, 광물학, 그리고 기상학의 실험들을 도왔는데 이들 가운데 일부는 힘든 조건에서 진행되었다. 니콜라 테오도르는 보일의 법칙을 새로운 방법으로 확인했다. 그는 많은 다른 고도에서 단단히 닫힌 플라스크의 무게를 조심스럽게 쟀고 무게의 차이가 기압 측정값의 차이와 정확히 비례한다는 것을 발견했다. 물리학의 다른 연구에서는 1792년 3월에 프랑스의 지질학자인 데오다 그라테 드 돌로미외의 이름을 따서 백운암이라고 명명했다.
니콜라 테오도르는 앙투안 라부아지에의 발견에 의해 화학에 끌렸고 어린 시절에 라부아지에의 새로운 화학 체계를 도입했다. 그는 가스 교환과 다양한 토양이 식물의 성장에 영향을 미치는 영향을 포함한 식물의 화학과 생리학에 관심을 갖게 되었다. 이 주제들에 대한 그의 초기 논문들은 1804년에 출판된 그의 거대한 저서인 《식물 성장에 대한 화학적 연구》(Recherchs chimiques sur la Végétation)의 일부 장들의 기초를 마련했다. 이 책은 광합성의 근본적인 과정을 처음으로 요약한 것이며 식물 생리학을 이해하는 데 큰 기여를 했다. 광합성 연구의 전임자들과 대조적으로 소쉬르는 그가 수집한 방대한 양의 데이터에 근거하여 결론을 내렸다.
소쉬르는 1804년에 출판된 《식물 성장에 대한 화학적 연구》에서 식물이 성장함에 따라 질량이 증가하는 것은 이산화탄소의 흡수 때문일 뿐만 아니라 식물의 건조 물질에 물이 포함된 결과일 수 있다는 것을 보여주었다. 소쉬르는 이산화탄소가 첨가된 일반 공기의 대기에서 뿌리를 물에 심고 싹을 틔운 식물들이 그들이 이용할 수 있는 이산화탄소 가스의 동화로 인해 건조 무게가 훨씬 더 증가했다는 것을 사실을 증명했다. 분명한 것은 소쉬르는 식물의 무게 증가는 물에서 나온 것임을 입증했다. 소쉬르는 광합성 연구의 그의 전임자들이 일반적으로 믿었던 것처럼 식물들이 토양의 부식질로부터 흡수되는 것이 아니라 대기 중의 이산화탄소로부터 탄소를 얻는다는 것을 증명했다. 소쉬르는 비록 식물이 성장하는 토양에서 나오는 질소의 원천을 토양에 확실하게 추적하지는 않았지만 식물이 토양에서 흡수하는 미네랄 영양과 질소를 필요로 한다는 것을 보여주었다. 식물 광물의 근원이 토양이라는 소쉬르의 발견은 식물의 광물 물질이 식물 내부의 모호한 "변신"으로부터 발생한다는 널리 알려진 견해를 반증했다. 소쉬르의 연구는 광합성의 기본적이고 전체적인 화학 방정식을 완성할 수 있게 해주었고 빛이 있을 때에 이산화탄소와 물은 녹색 식물에 의해 고정된 탄소(예: 포도당, 식물의 먹이)로 전환되고 산소는 부산물로 방출된다. 식물화학과 생리학에서의 업적을 고려할 때 소쉬르는 얀 밥티스타 판 헬몬트, 조지프 프리스틀리, 얀 잉엔하우스, 장 세네비에를 포함한 그의 전임자들에 의해 시작된 연구를 완료한 광합성 연구의 주요 초기 선구자들 가운데 마지막으로 여겨진다.
소쉬르의 책이 출판된 이후에 수십 년 동안 식물 탄소의 대기 공급원과 식물 미네랄의 토양 공급원에 대한 그의 발견은 대부분 무시되었고 식물 내부의 화학적 과정을 더 풀어내는 데는 거의 진전이 없었다. 그러나 소쉬르의 발견은 독일의 유명한 화학자인 유스투스 폰 리비히에 의해 재발견되고 되살아났다. 또한 프랑스의 농업화학자인 장바티스트 부싱고의 현장 연구는 식물이 토양에서 차지하는 미네랄 영양의 중요성에 대한 소쉬르의 결론을 입증했다. 소쉬르의 발견은 화학, 농업, 농학, 토양 과학, 식물 생리학, 식물 영양학을 포함한 많은 분야에 중요한 영향을 미쳤다. 그는 현대 농업의 선구자 가운데 한 명으로 여겨진다.
니콜라 테오도르는 식물 생리학에 대한 연구 외에도 유기물 분석에 중요한 발전을 이루었다. 그는 알코올과 에테르의 조성을 결정했고 발효, 녹말의 설탕으로의 전환, 그리고 많은 다른 생화학적 과정을 연구했다. 1815년에는 스위스 자연과학 아카데미의 창립 회원 가운데 한 명이 되었다. 식물학에서 학명을 표기하는 데에 사용되는 약칭 가운데 하나인 N.T.Sauss.는 그의 이름에서 유래된 이름이다.